# Falkenfels
Falkenfels – miejscowość i gmina w Niemczech, w kraju związkowym Bawaria, w rejencji Dolna Bawaria, w regionie Donau-Wald, w powiecie Straubing-Bogen, wchodzi w skład wspólnoty administracyjnej Mitterfels. Leży w Lesie Bawarskim, około 15 km na północ od Straubingu, przy drodze B20.

## Demografia
| Rok  | Liczba mieszk. |
| ---- | -------------- |
| 1970 | 772            |
| 1987 | 715            |
| 2000 | 885            |
| 2003 | 991            |

## Oświata
(na 1999)

W gminie znajduje się 50 miejsc przedszkolnych (29 dzieci).